# St. James (New York)
St. James is een dorp in Suffolk County aan de noordkant van Long Island in de Amerikaanse staat New York, en maakt deel uit van de gemeente Smithtown.

## Etymologie
St. James is vernoemd naar Jakobus de Mindere (Engels: James the Less).

## Geografie
St. James ligt in het oosten van de gemeente Smithtown. Pal naast het dorp, aan de oostkant, is de campus van de Stony Brookuniversiteit gevestigd. Port Jefferson ligt op 15 minuten afstand.

## Geschiedenis

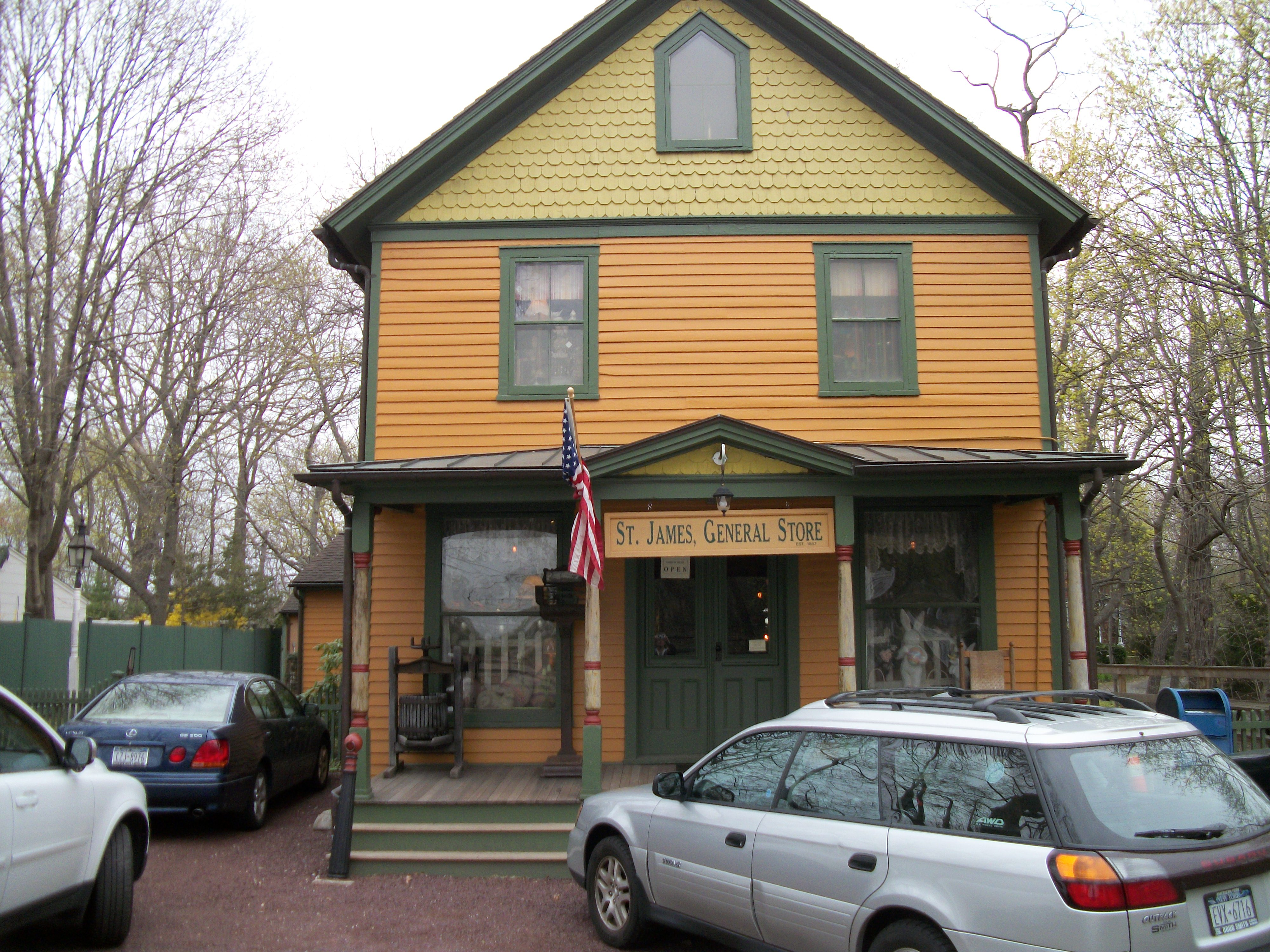
St. James General Store

Aan het begin van de twintigste eeuw was St. James een populaire vakantiebestemming onder acteurs. Onder meer Lionel, Ethel en John Barrymore, Buster Keaton, Myrna Loy, en Irving Berlin hadden er een vakantieverblijf.
De St. James General Store, gevestigd aan Moriches Road, wordt gezien als de oudste nog bestaande kruidenier van de Verenigde Staten. Het gebouw van de kruidenier, alsmede een aantal andere historische gebouwen in het dorp, werden in 1973 toegevoegd aan de monumentenlijst.
Er zijn nog veel negentiende-eeuwse gebouwen te vinden langs New York State Route 25A, ook wel bekend als North Country Road, waaronder de Saint James Episcopal Church waarnaar het dorp vernoemd is.

## Verkeer en vervoer

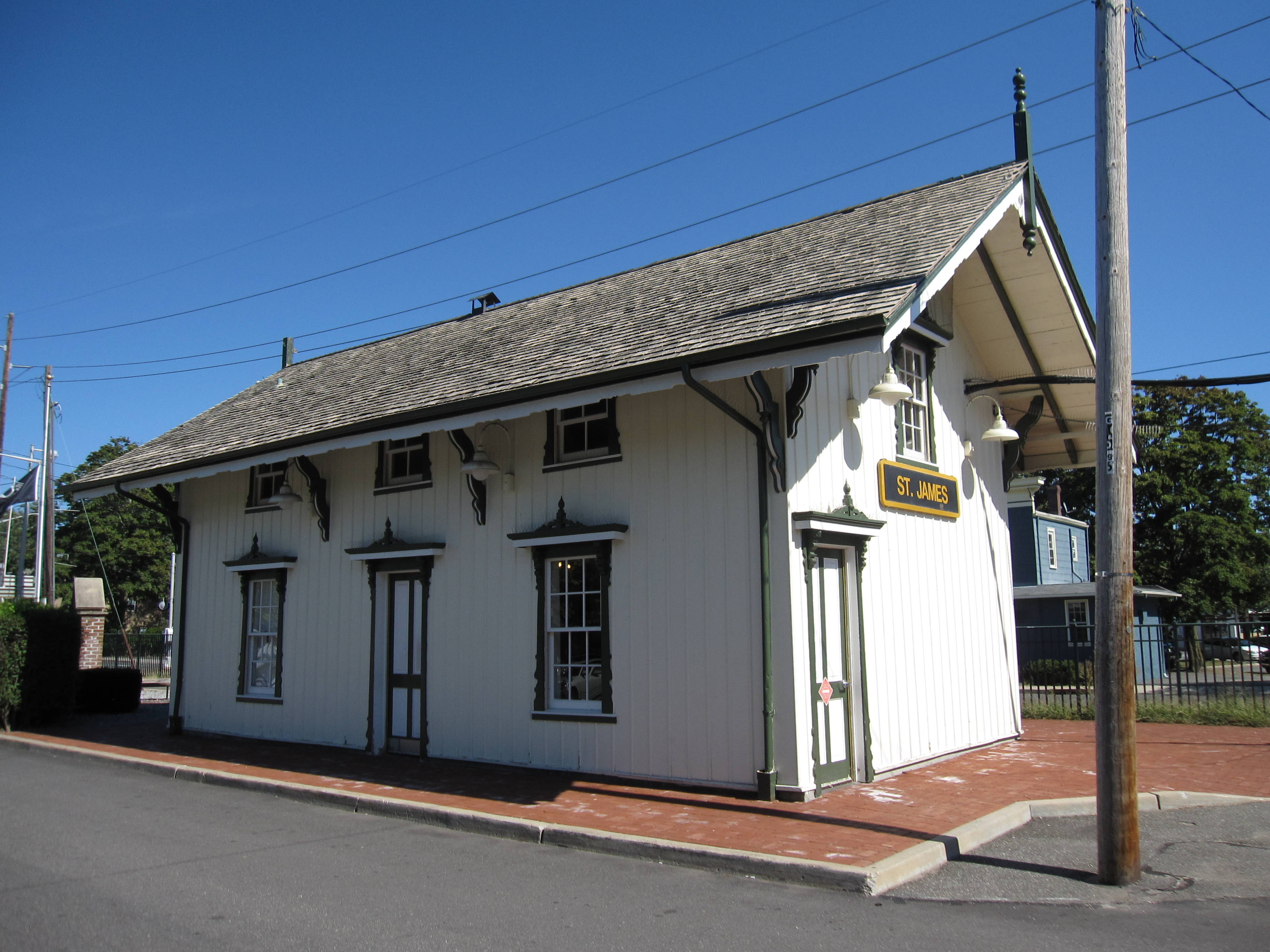
Station St. James

### Spoorlijnen
Het dorp heeft een gelijknamig station aan de Port Jeffersonlijn van de Long Island Rail Road. Het station werd in 1873 geopend en heeft het op een na oudste stationsgebouw van alle spoorlijnen op Long Island.

### Buslijnen
St. James wordt bediend door diverse buslijnen van Suffolk County Transit.

## Bekende inwoners
- Stanford White, architect;
- William Jay Gaynor, rechter bij het Hooggerechtshof van New York en voormalig burgemeester van New York;
- Mick Foley, professioneel worstelaar;
- Soledad O'Brien, televisiepresentator en -acteur;
- John Miceli, drummer van Meat Loaf;
- John Petrucci, gitaarspeler van Dream Theater.

## Galerij

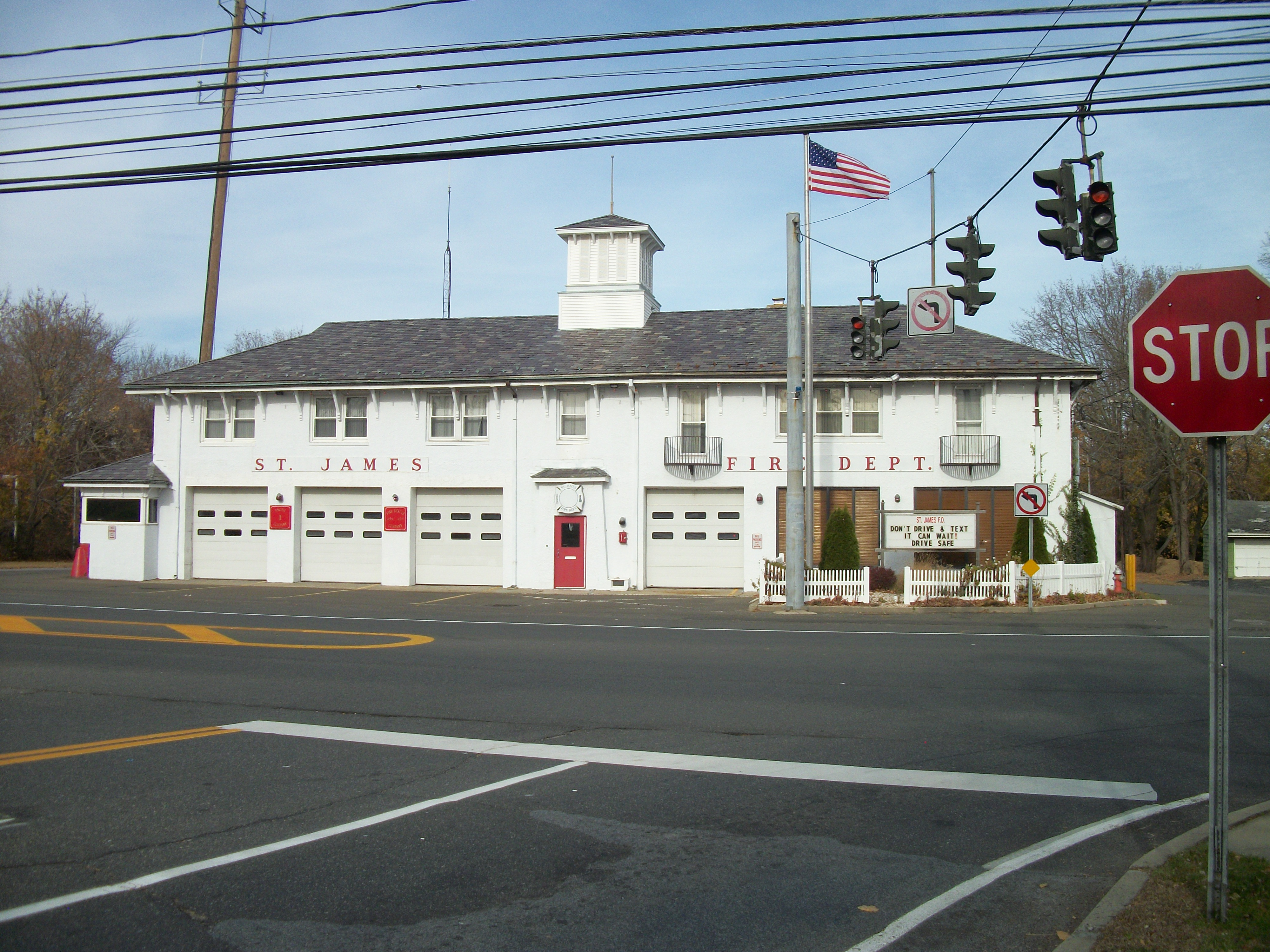
De brandweerkazerne van St. James
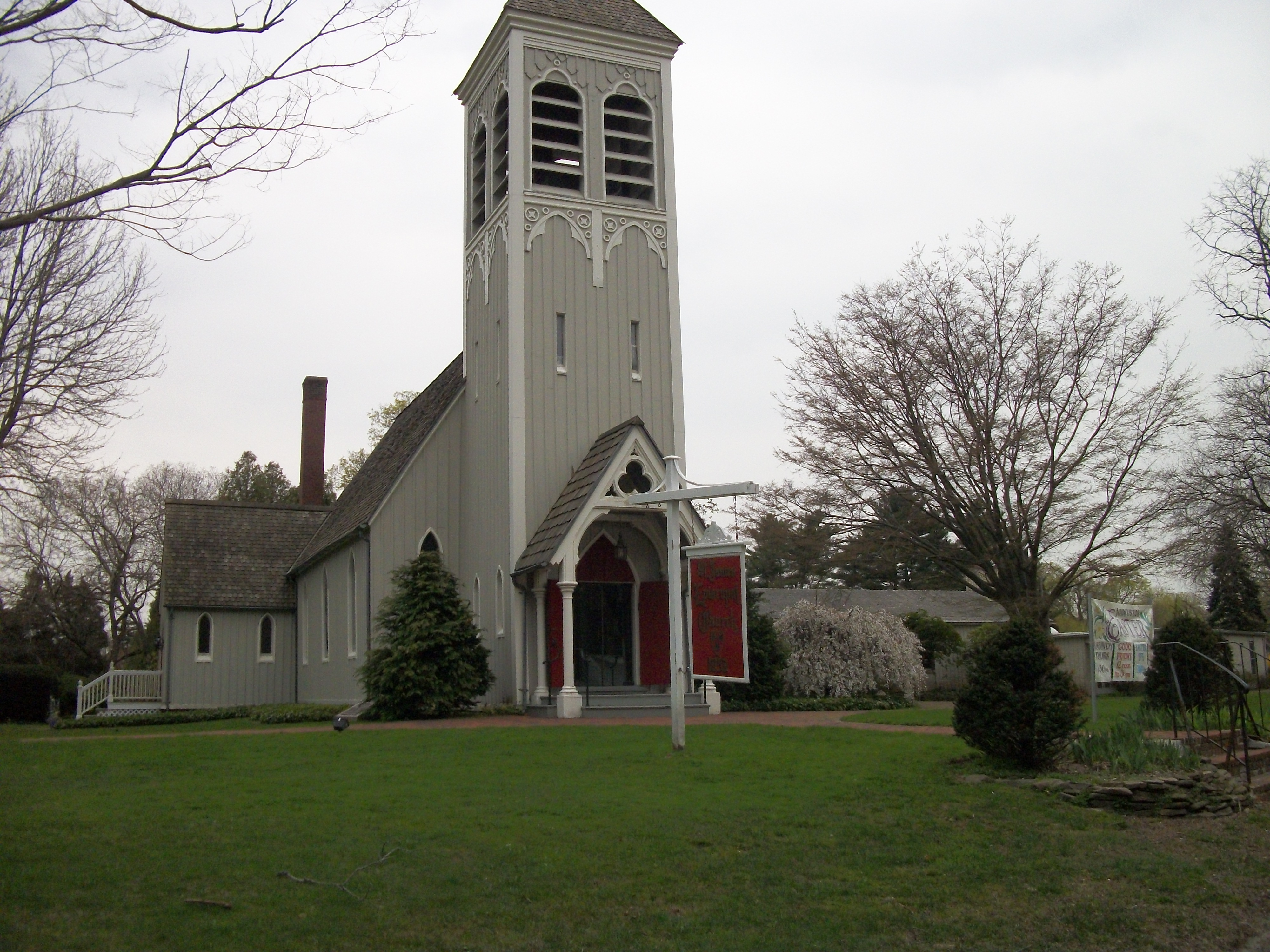
De Saint James Episcopal Church
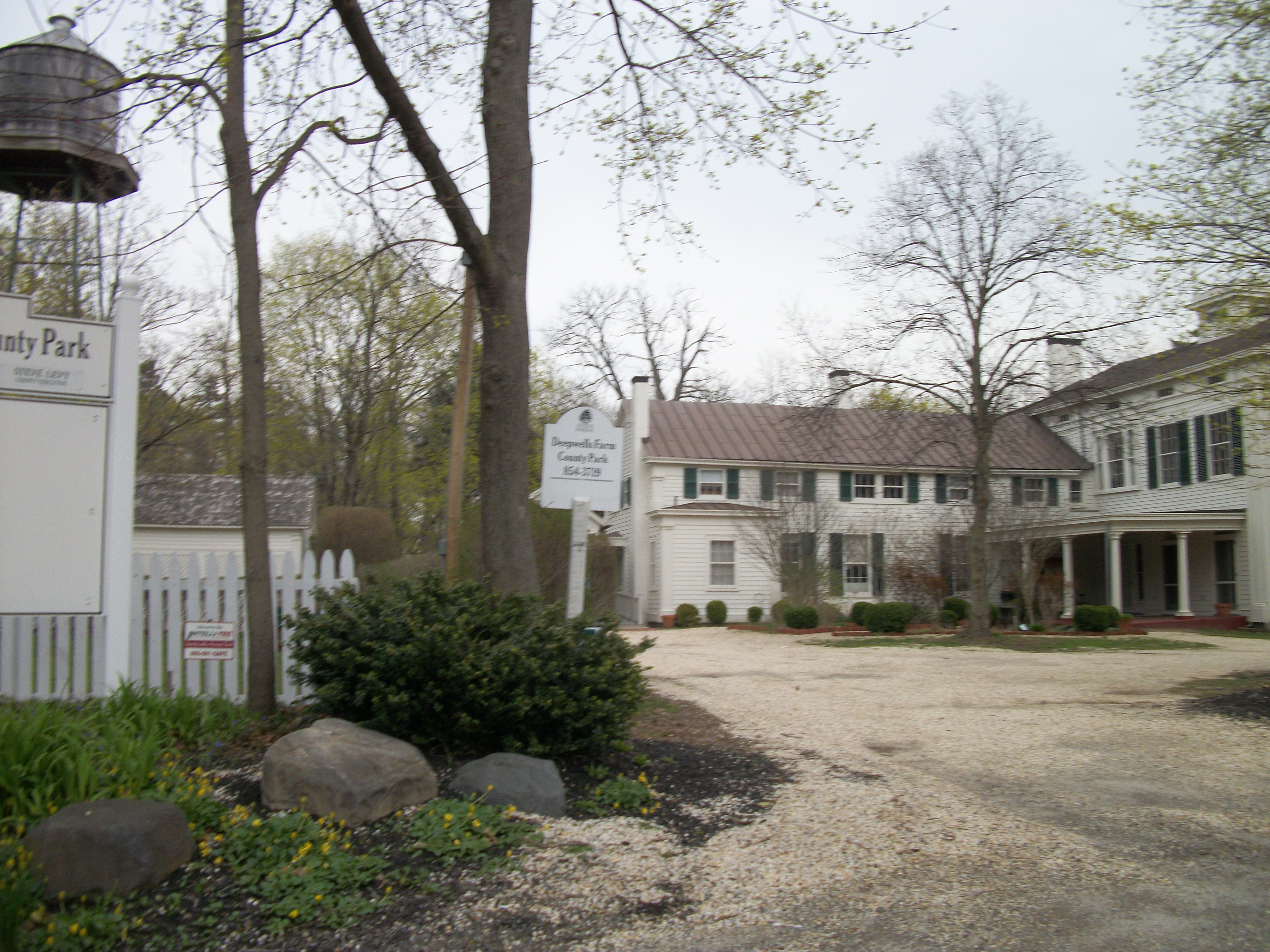
Deepwells Farm, een monumentale boerderij